# Épernay
Épernay este un oraș în Franța, sub-prefectură a departamentului Marne, în regiunea Champagne-Ardenne.